# Vince Nunatak
Vince Nunatak är en nunatak i Antarktis. Den ligger i Östantarktis. Nya Zeeland gör anspråk på området. Toppen på Vince Nunatak är 579 meter över havet.
Terrängen runt Vince Nunatak är kuperad. Trakten är obefolkad. Det finns inga samhällen i närheten. 